# Kumbo (ort)
Kumbo är en ort i Kamerun.   Den ligger i regionen Nordvästra regionen, i den centrala delen av landet, 280 km norr om huvudstaden Yaoundé. Kumbo ligger 1 687 meter över havet och antalet invånare är 53 970.
Terrängen runt Kumbo är kuperad. Trakten runt Kumbo är ganska tätbefolkad, med 139 invånare per kvadratkilometer. Kumbo är det största samhället i trakten. Trakten runt Kumbo är en mosaik av jordbruksmark och naturlig växtlighet.